# 天幕洞叶蛛
天幕洞叶蛛（学名：Cicurina tianmuensis）为卷叶蛛科洞叶蛛属的动物。在中国大陆，分布于浙江等地。该物种的模式产地在浙江。